# 砂拉越战争纪念碑
砂拉越战争纪念碑（英语：Sarawak War Memorial），是一座建立于砂拉越的一座纪念碑，纪念自1941年-1945年英屬婆羅洲日佔時期被杀害的英国官员和在二战中死去的砂拉越人民。

## 历史
砂拉越战争纪念碑的建设最早可以追溯至上世纪40年代末，当时英国人为了纪念当时在日本占领时期被杀害的前砂拉越王国官员和砂拉越人民而建设。其建设者为E.C.Dhing，灵感来源自古晋旧法庭的查尔斯·布洛克纪念碑而设计。

### 公祭仪式
在纪念碑建设后，每一年的砂拉越总督都会进行公祭仪式。之后进行鸣笛仪式，平民肃立2分钟为日本时期被杀害的砂拉越官员和日本时期被杀害的平民默哀。之后便诵读已辞职的砂拉越拉惹的祭文。

### 公祭的废除与纪念碑的破损
由于1963年，砂拉越正式自治与加入马来西亚。最终也导致后来该公祭仪式也正式的“被结束”，上世纪八十年代。由于古晋发展的需要，最终在该纪念碑的前面建设了一块中式牌坊。而在后期设立了大白猫供来自各地的游客们进行打卡，而导致了该纪念碑逐渐成为了一个“大钟楼”。而纪念碑的碑文也被拆除。